# Scymnodalatias
Scymnodalatias – rodzaj ryb chrzęstnoszkieletowych z rodziny Somniosidae.

## Rozmieszczenie geograficzne
Do rodzaju należą gatunki występujące w wodach południowego i środkowo-wschodniego Oceanu Atlantyckiego oraz południowo-zachodniego i południowo-wschodniego Oceanu Spokojnego.

## Morfologia
Długość ciała 80,3–111 cm.

## Systematyka
Rodzaj zdefiniował w 1956 roku nowozelandzki ichtiolog Jack Garrick w artykule poświęconym nowozelandzkim spodoustym opublikowanym w czasopiśmie Transactions of the Royal Society of New Zealand. Gatunkiem typowym jest (oryginalne oznaczenie) S. sherwoodi.

### Etymologia
Scymnodalatias: zbitka wyrazowa nazw rodzajów: Scymnus Cuvier, 1816 oraz Dalatias Rafinesque, 1810.

### Podział systematyczny
Do rodzaju należą następujące gatunki: 
- Scymnodalatias albicauda Taniuchi & Garrick, 1986
- Scymnodalatias garricki Kukuev & Konovalenko, 1988
- Scymnodalatias oligodon Kukuev & Konovalenko, 1988
- Scymnodalatias sherwoodi (Archey, 1921)